# Expeditionary Tank
Der Expeditionary Tank ist ein Panzerprototyp der 1990er Jahre von Teledyne Vehicle Systems (heute General Dynamics Land Systems) für einen zukünftigen leichten Panzer, der lufttransportfähig sein sollte.

## Entwicklung
In den späten 1970er Jahren führte Teledyne Vehicle Systems mehrere Studien über ein leichtes hochmobiles Kettenfahrzeug durch, das für eine Vielzahl von Aufgaben eingesetzt werden könnte. Die firmeninternen Studien dauerten von 1980 bis 1981. 1982 wurde ein detailliertes Design untersucht und entschieden, dieses zu bauen. Da es ein Geschützträger war, wurde es als Armored Gun System (AGS) bezeichnet. Die erste Wanne war im Dezember 1983, die externe 105-mm-Kanone Mitte 1984 fertig. Im Oktober des Jahres fanden im Nevada test centre Mobilitäts- und Zuverlässigkeitstests der Wanne statt, im April 1985 wurden Wanne und Geschütz vereint. Einen Monat später, im Mai, wurde das Gesamtsystem bei der US Army Armor Conference in Fort Knox zum ersten Mal präsentiert. 1986 fanden Schusstests statt, sowohl bemannt als auch unbemannt, stehend oder in Fahrt. Obwohl sich das Programm als voller Erfolg erwiesen hatte, wurde es eingestellt.

## Technik

### Wanne
Der Panzer sollte mit C-130 oder C-141 Transportflugzeugen transportiert werden können, was während der Entwicklung eine Einschränkung bezüglich Ausmaßen und Gewicht bedeutete. Um ein hohes Schutzniveau trotz des niedrigen Gewichtes sicherzustellen, besteht das vordere Ende des Fahrzeugs aus einer "Panzerbox" (armoured nose box), dahinter folgt der Antriebsblock, dahinter die Besatzung. Das Fahrzeug wird durch eine Drei-Mann-Besatzung bedient, alle sitzen in der Wanne. Der Fahrer sitzt vorne links, hinter der ersten Laufrolle. Der Panzer ist mit einem doppelten Boden ausgestattet, um die Überlebenswahrscheinlichkeit der Mannschaft bei Minenexplosionen unter dem Fahrzeug zu erhöhen.

### Antrieb
Der Motor ist derselbe wie beim M2/M3 Bradley, ebenso das HMPT-500 hydromechanische Getriebe. Als Besonderheit sind Motor, Getriebe und Kraftstofftank zu einer Einheit verbunden und werden gemeinsam aus oder in den Motorraum gehoben. Das Aggregat kann so auch außerhalb des Fahrzeugs verwendet werden, um zum Beispiel einen Generator oder eine Pumpe anzutreiben.

### Bewaffnung
Um das Gewicht zu reduzieren, wurde eine 105-mm-Zugrohrkanone mit einer Scheitellafette als Bewaffnung gewählt. Sie wird über einen Autolader mit Munition versorgt, die im Heck des Panzers untergebracht wird. Die Scheitellafette enthält noch ein M240 Maschinengewehr als Koaxialwaffe.

## Vergleichbare Systeme
Das Konzept und die Scheitellafette finden sich im M1128 Stryker MGS wieder, welcher ebenfalls von General Dynamics gefertigt wird. Der damals amtierende Chief of Staff of the Army, Eric K. Shinseki, favorisierte allerdings einen Radpanzer. Aus Kostengründen wurde dann eine Variante des Mowag Piranha gewählt. Im Vergleich zum Expeditionary Tank ist die Geländemobilität und das Schutzniveau (vor allem gegenüber Minen) des Stryker geringer, Punkte, die im Nachhinein heftig kritisiert wurden (Siehe Abschnitt Kritik am Stryker).
Die Manned Ground Vehicles des Future Combat System verfolgen dasselbe Konzept, allerdings wesentlich futuristischer.